# 小竹彩花
小竹 彩花（こたけ あやか、1993年3月1日 - ）は、日本のラジオDJ、ラジオパーソナリティ、ローカルタレント。広島県広島市出身。

## 略歴
三重エフエム放送ラジオDJを経て、広島エフエム放送ラジオパーソナリティー。
広島エフエム放送『大窪シゲキの9ジラジ』にADJとして出演をはじめる。
2016年、広島東洋カープ公認ガールズユニット「C-Girls2016」のメンバーで、ナンバーは301だった。
2017年4月1日、『大窪シゲキの9ジラジ』の放送時間拡大のパワーアップと共にアシスタントDJとして山本将輝、江本一真と共に『大窪シゲキの9ジラジ』に加わる。
また、2017年4月1日、広島エフエム放送の35周年と共に新番組として『SUNMALL LIKE ON RADIO』の放送が開始されパーソナリティーにヤルキストと共に大抜擢される。
2017年8月24日放送の『恋とか愛とか（仮）』で主人公ケイ役を演じ、吉本芸人と共演する。
2017年11月26日、イオンシネマ広島にて限定公開された映画『女子高生戦士☆英あいり』にて因幡珠美役を演じる。
2018年4月1日、広島ホームテレビにて放送中の『ココ!ブランニュー』にレポーター、レギュラーとして仲間入りした。
2018年6月16日放送の『せとチャレ!STU48』からナレーターとしても活躍している。
2020年11月27日『ぴかりんちゃんねる』を開設しYouTuberデビュー。主に趣味である海釣りの動画を上げている。

## 人物
愛称は、ぴかりん、小竹ちゃん。キャッチフレーズは「くるりん くるりん くるぴかりん☆歩くお人形さん」。最終的な夢は、ちびっこのヒーローになること。「サンディー」（メス、サビ）と「ぐりむ」（オス、キジシロ）と名付けた保護猫を飼っている愛猫家である。広島市立翠町中学校、広島県瀬戸内高等学校、放送芸術学院（現放送芸術学院専門学校）、出身。

### 嗜好
好きなアーティストは、きゃりーぱみゅぱみゅ。好きなキャラクターは、ウルトラマン。
女優を目指し、舞台やミュージカルに没頭している。

### 趣味
趣味は歌って踊ること、しゃべること、買い物をすること。
最近は釣りにハマってる。

### 特技
特技は、絵画。画家を目指し、アトリエに通っていた。

## 出演

### 現在の出演番組

#### ラジオ
- 『SUNMALL LIKE ON RADIO』（2017年4月 - 、広島エフエム放送）毎週月曜
- 『#PUSH』（2022年 - 、広島エフエム放送）毎週火曜

#### テレビ
- 『ココ!ブランニュー』（2018年4月 -、広島ホームテレビ）リポーター[4]
- 『ココ+』（2018年 -、広島ホームテレビ）リポーター
- 『5up!サタデー』（2018年 -、広島ホームテレビ）リポーター
- 『情報LAND』（2018年 -、広島ホームテレビ）リポーター
- 『せとチャレ!STU48』（2018年6月16日 -、広島ホームテレビ）ナレーター」
- あンテな（広島ホームテレビ）リポーター

#### 配信
- 9ジラジ★サタデー（広島ホームテレビぽるぽるLIVE）紙屋町シャレオぽるぽるスタジオから生配信
  - 2017年6月 - 2018年4月7日 土曜15:30〜15:55
  - 2018年8月11日[5] - 土曜13:30〜14:00[6] 不定期出演。ぴかりんTwitterで出演告知される。

### 過去の出演番組

#### ラジオ
- radio3 SINGLE TOP 30（2013年10月6日 - 2015年3月29日、radio3）
- LOVE Ra BEAT（2015年4月5日 - 2016年3月27日、毎週日曜、radio3）
- ぴかりんラジオ（2015年7月18日、うじな潮風フェスタ会場限定『ミニ広島FM』公開生放送、広島みなと公園）
- ぴかりんラジオ2（2016年3月12日、第4回広島みなとフェスタ会場限定『ミニ広島FM』公開生放送、広島みなと公園）
- 小竹彩花のぷくぷくラジオ（2017年3月11日、第5回広島みなとフェスタ会場限定『ミニ広島FM』公開生放送、広島みなと公園）
- 『大窪シゲキの9ジラジ』（2017年4月 - 2022年、広島エフエム放送）毎週火曜

#### テレビドラマ
- 『恋とか愛とか（仮）』｢覚醒する女｣（2017年8月24日・8月31日、広島ホームテレビ、脚本：山崎ケイ） - 主演・ケイ 役[7]

#### 配信
- きみがいいねくれたらきゃりーが当たる!きゃりーのいいねドリームくじ!（2019年5月16日、AbemaTV）

### 持ち番組コーナー

#### 9ジラジ中学・高校全制覇計画！
広島県内の中学校・高校に通う生徒会長と電話を繋いで学校の魅力や発信をしてもらうコーナー。

#### 9ジラジ仮入部
部活を悩んでる9ジラーや部員募集中の9ジラーの少しでも力になれればと、いくつかの部活をピックアップして仮入部するコーナー。

#### 9ジラジ！すごスキル supported by 穴吹学園
9ジラジ美術部のコーナーがパワーアップし、文化系の部活に取材に行き、その部活の中ですごいスキル、その名も『すごスキル』を持っている子にそのスキルを披露してもらうコーナー。

### 映画
- 短編映画『悲しみのマリー』（2016年、吉松幸四郎監督）
- 『女子高生戦士☆英あいり』（2017年11月26日、胤森淳監督） - 因幡珠美 役

### DVD
- えいご工房 こうじのくるま Let's Enjoy English!

### イベント
- イナズマロックフェス2014（2014年9月13日、滋賀県草津市鳥丸半島芝生広場）DJショー
- ぴかりん☆プロジェクト
- HIROSHIMARUNWAY by FASHIONLEADERS（2016年8月13日、上野学園ホール）モデルとしてランウェイ
- リアル脱出ゲーム×映画ドラえもん『のび太の宝島からの脱出』（2018年4月・5月）広島・岡山MC
  - 広島公演（2018年4月21日-22日、JMSアステールプラザ）
  - 岡山公演（2018年5月3日4日5日、岡山シンフォニーホール）
- カラオケ de ポルノ in しまなみ（2018年9月8日・9日、ポルノグラフィティ『しまなみロマンスポルノ'18〜Deep Breath〜”』 びんご運動公園・FOOD AREA内の特設ステージ）MC
- リアル脱出ゲーム×名探偵コナン『公安最終試験からの脱出』（2018年9月 - 11月）中国エリアMC
  - 鳥取公演（2018年9月15日[8]、米子コンベンションセンター BIG SHIP 国際会議室）
  - 広島公演（2018年10月6・7・8日および11月17日・18日[8]、イオンモール広島祇園 3F イオンホール）
  - 岡山公演（2018年10月20日・11月3日[8]、倉敷市民会館 展示室）
- リアル脱出ゲーム『最終兵器工場からの脱出』（2019年1月13日・14日、岡山シンフォニーホール）岡山MC
- リアル脱出ゲーム×アニメ逆転裁判『人気よしもと芸人殺人事件』（2019年3月・4月）広島MC
  - 広島公演 イオンモール広島祇園（2019年3月23日・24日）
  - 広島公演 JMSアステールプラザ（2019年4月13日・14日）

## ディスコグラフィ
- C-Girls2016『Let's go! Red!』（2016年7月20日、avex）[9]
- ヤルキスト「Clap your summer feat.ぴかりん」[10]（2018年1月17日発売 ヤルキスト 4thアルバム『TRAIN』に収録）

## デザイン
- 小竹彩花デザイン LINEスタンプ